# Йонґинмун

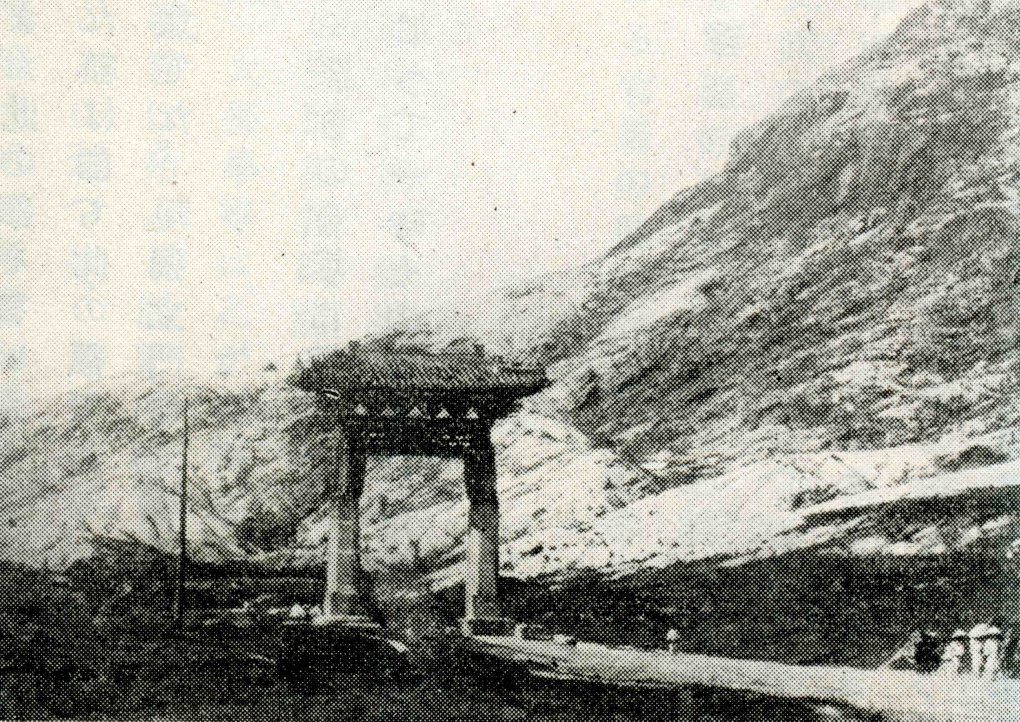
Брами Йонґинмун

Йонґинмун (дослівний переклад: «привітальні брами для зобов'язань») — були історичними брамами, які розташовувались в сучасному Хеонджо-дон, Содемун-гу, у північно-західній частині Сеула, Республіка Корея. Вони були побудовані перед Мохвагваном (хангиль: 모화관, ханджа:) за часів правління корейської династії Чосон, де посланців, надісланих з Китаю часів правління китайських династій Мін та Цін, приймали як дипломатичних гостей.
У 1896 році брами були знесені разом з Мохвагваном через рік після закінчення першої японсько-цінської війни, яка була війною між Китаєм часів правління династії Цін і Японською імперією, головною причиною війни були змагання за отримання контролю над Кореєю. Корейський активіст за незалежність Со Дже Пхіль (відомий як Філіп Джайсон) побудував на цьому місці «Брами незалежності» з бажанням надихнути дух незалежності в незалежній Кореї.

## Історія

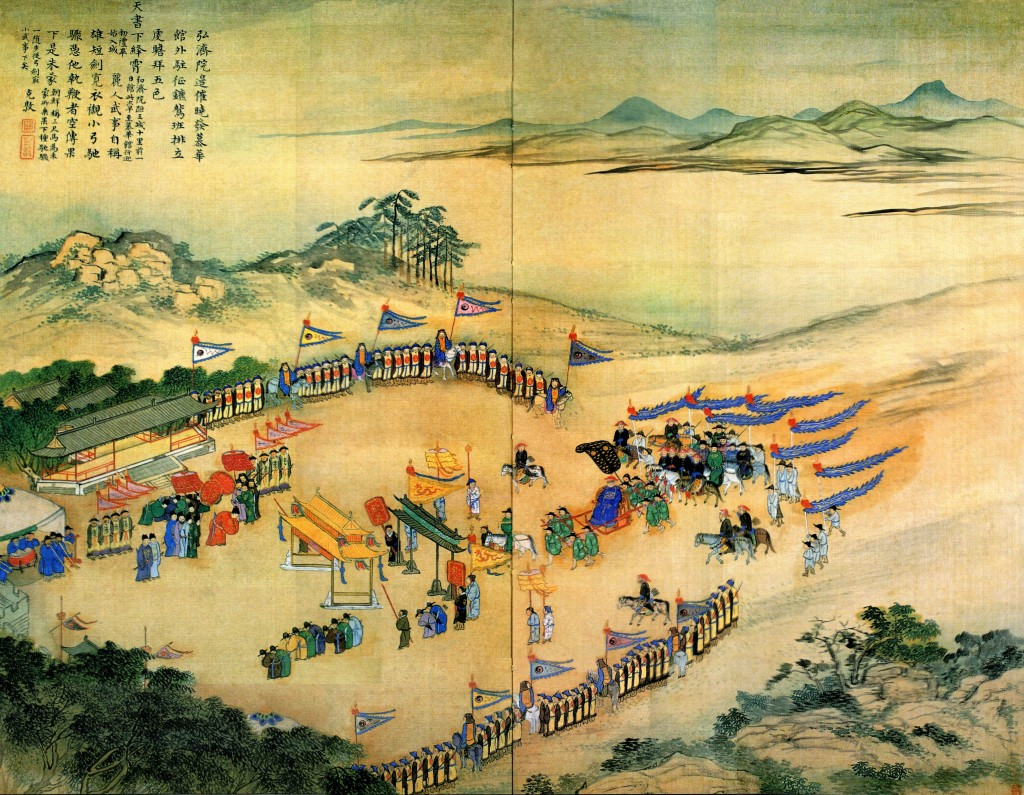
Маньчжурського посла Акдуна вітає корейський король.

Брами «Йонґинмун» були розташовані недалеко від «Сеодаемуну» (돈의문, 敦義門, Західні ворота) обнесеної мурами столиці Хансон (сучасний Сеул). Вони були розташовані на дорозі з Сеула в Пекін, поруч з «Мохвагваном». Найближча поштова станція до цих брам — «Хонджевон» (홍제원, 弘濟院).
Час від часу китайський імператор з династії Мін відправляв до корейської династії Чосон посольства, щоб оголосити про імператорського спадкоємця, інвеституру спадкового принца тощо. Коли вони прибували до «Хунджвона», вони знімали свій дорожній одяг і переодягнулися у парадний одяг. Наступного дня перед цими брамами вони отримали прийом від самого корейського короля. Даний обряд проводився корейським королем двічі за всю історію правління династії Чосон. Після того, як посланці Китаю які представляли династії Мін підійшли до брам, корейський король Чунджон  здійснив обряд у напрямку китайського імператора який був з династії Мін. Цей ритуал був припинений в 1634 році.
Брами «Йонґинмун» вперше були побудовані в 1407 році як «Мохвару» (모화루, 慕華樓), а потім відремонтовані у 1430 році. Вони були розташований поруч з «Йонґинмун», на дорозі були споруджені брами з палісандровими стовпами.
У 1537 році брами «Йонґинмун» були перебудовані відповідно до звичаїв китайської династії Мін. Дах був покритий блакитною черепицею, а на передніх столах було написано «Йонджомун» (брами вітальних імперських указів). У 1539 році брами були перейменовані на «Йонґинмун», оскільки ім'я «Йонґинмун» на думку посла династії Мін Сюе Тінчжуном (薛廷寵) було неправильне. Посол стверджував, що оскільки імперські посланці несли імперські накази (勅), імперські укази (詔) та імперські подарунки, було недоречно згадувати лише імперський указ. Табличку написав Чжу Чжифан (朱之蕃), який прибув до Чосон як посол у 1606 році.
У результаті Сімоносекського договору (1895), який завершив першу японсько-цінську війну, Китай під правлінням династіх Цін визнав «повну незалежність і автономію» Корею часів правління династії Чосон. У наступному році брами «Йонґинмун» були зруйновані, залишивши при цьому лише два його кам'яні стовпи. Перед залишком цих брам, корейський політичний діяч Со Дже Пхіль побудував Брами Незалежності.

## Місцезнаходження
Брами незалежності розташовані в місті Сеул, Республіка Корея. А саме в парку незалежності. До парку незалежності Содемун, включаючи залишки Єонмуна, можна легко дістатися з виходів 4 або 5 станції Dongnimmun на 3 лінії Сеульського метро.

## Виноски
1. ↑   (кор.). Empas / EncyKorea http://100.empas.com/dicsearch/pentry.html?s=K&i=242779&v=46. Процитовано 28 липня 2008. {{cite web}}: Пропущений або порожній |title= (довідка)
2. ↑   (кор.). Empas / EncyKorea http://100.empas.com/dicsearch/pentry.html?i=239090. Процитовано 28 липня 2008. {{cite web}}: Пропущений або порожній |title= (довідка)
3. ↑  Jungjong Sillok 中宗實錄: the dingwei (10th) day of the 4th month, Jungjong 34
4. ↑  Taejong Sillok 太宗實錄: the guimao (22nd) day of the 8th month, Taejong 34
5. ↑  Sejong Sillok 世宗實錄: the yiyou (15th) day of the 12th month, Sejong 12
6. ↑  Jungjong Sillok 中宗實錄: the renwu (2nd) day of the 1st month, Jungjong 32
7. ↑  Ŏ Sook-kwon 魚叔權: Folkloristic Notes (P'ae-kwan Chap-ki 稗官雜記), Im Dong-kwun et al. ed. Joseon Folklore Texts in Chinese Characters, pp. 98-99, Taipei, 1971.